# Metacrambus
Metacrambus là một chi bướm đêm thuộc họ Crambidae.